# American Football Federation Suriname
De American Football Federation Suriname (AFFS) is de nationale bond voor American football in Suriname.

## Geschiedenis
American football werd op 23 april 2022 geïntroduceerd door een vriendengroep. In het eerste jaar ontwikkelde de sport zich snel en werd een organisatie opgezet die trainingen en events voor American football organiseert.
De oprichting van de American Football Federation Suriname vond plaats op 8 april 2023. Vervolgens kwam de goedkeuring van het ministerie van Regionale Ontwikkeling en Sport op 19 april 2023, met de ondertekening van de Letter of Recognition door directeur sportzaken en oud-zwemmer Gordon Touw Ngie Tjouw. Het doel is om de sport te ontwikkelen als nationale sport en om nationale wedstrijden te organiseren en deel te nemen aan internationale wedstrijden.
Het eerste bestuur van de AFFS bestaat uit:
- Prajash Kewalbansing (voorzitter)
- Rochyl Chan (vicevoorzitter)
- Jordi Chan (penningmeester)
- Winston Ronde (beleid en strategisch adviseur).
- Roan Sanvisi (jeugdprogramma coördinator)
- Donovan Satam (technische coördinator)
- Tizo Daans (equipment coördinator)
- Jovin Fransman (algemeen bestuurslid)